# 拉布车站
拉布车站位于埃塞俄比亚首都亚的斯亚贝巴近郊的拉布，為亚吉铁路的客运始发站，2018年1月1日隨亞吉鐵路正式投入商业运营，其外型依埃塞俄比亚传统风格修建，外牆以黃色為主要色調。拉布車站可藉由亚吉铁路前往鄰國吉布提首都吉布提市的纳加德站。